# Gorge profonde (épisode de X-Files)
Pour les articles homonymes, voir Gorge profonde.
Cet article concerne l'épisode. Pour le personnage, voir Gorge profonde (personnage de X-Files).
Gorge profonde (Deep Throat) est le 2e épisode de la saison 1 de la série télévisée X-Files. Écrit par le créateur de la série Chris Carter et réalisé par Daniel Sackheim, l'épisode introduit plusieurs éléments qui deviendront des bases de la mythologie de la série.
Les agents spéciaux du FBI Fox Mulder (David Duchovny) et Dana Scully (Gillian Anderson) enquêtent sur des cas en lien avec le paranormal, appelés les X-Files (affaires non classées). Mulder croit aux phénomènes paranormaux, tandis que Scully, sceptique, tente de les discréditer. Dans cet épisode, le duo enquête sur une possible conspiration au sein de l'US Air Force et Mulder rencontre un mystérieux informateur qui les prévient de rester en dehors de cette affaire. Mulder ne se laisse pas dissuader et se rapproche de la vérité à propos de la vie extraterrestre mais se fait voler ses découvertes.
L'épisode introduit le personnage de Gorge profonde, interprété par Jerry Hardin, qui sert d'informateur à Mulder pour la première saison. Le personnage a été inspiré par W. Mark Felt, surnommé Gorge profonde, et a servi à créer une passerelle entre les personnages et les conspirateurs sur lesquels ils enquêtent. L'épisode lui-même se  concentre sur des éléments communs de l'ufologie, avec un décor rappelant la Zone 51 et la Nellis Air Force Base. Il contient plusieurs effets spéciaux que Carter a plus tard décrits comme « bons, étant donné les restrictions [de la série] » bien qu'il ait fait remarquer que les scènes comportant les lumières clignotantes étaient très mal réalisées. L'épisode a reçu des critiques positives.

## Résumé
Dans le sud-est de l'Idaho, près de l'Ellens Air Force Base, la police militaire fait un raid dans la maison du colonel Robert Budahas, qui s'est barricadé à l'intérieur après avoir volé un véhicule militaire. Ils découvrent Budahas dans sa salle de bains, tremblant et couvert d'éruptions cutanées.
Quatre mois plus tard, les agents du FBI Fox Mulder et Dana Scully se retrouvent dans un bar à Washington pour discuter du cas Budahas. Mulder explique que Budahas, un pilote d'essai, n'a pas été vu depuis le raid et que l'armée ne fait pas de commentaires sur sa condition, alors que le FBI a refusé d'enquêter. Mulder déclare que six autres pilotes de la base manquent à l'appel, ce qui est le sujet de rumeurs à propos d'avions expérimentaux. Pendant qu'il utilise les toilettes du bar, Mulder est approché par un mystérieux informateur nommé Gorge profonde, qui lui conseille d'éviter l'affaire. Il déclare que Mulder est sous surveillance, ce qui s'avère plus tard être vrai.
Mulder et Scully se rendent dans l'Idaho et rencontrent la femme de Budahas, Anita, qui déclare que son mari a fait preuve d'un comportement imprévisible avant sa disparition. Elle les amène voir une voisine dont le mari est aussi un pilote d'essai et qui se comporte de façon similaire. Scully arrange un rendez-vous avec le commandant de la base, le colonel Kissell, mais celui-ci refuse de leur parler. Par la suite, ils rencontrent un reporter local nommé Paul Mossinger dans un diner ayant pour thème les OVNI. Là-bas, ils discutent avec la propriétaire, qui est sûre d'avoir vu plusieurs OVNI dans le coin.
En visitant la base de nuit, les agents voient un mystérieux avion réalisant des manœuvres a priori impossibles dans la nuit. Ils s'enfuient quand un hélicoptère noir s'approche. Celui-ci semble pourchasser Emil et Zoe, un couple d'adolescents ayant franchi les limites de la base. Mulder offre à Emil et Zoe un repas au diner, et les deux jeunes gens parlent aux agents des lumières et de comment ils croient que les OVNI proviennent d'une autre base dans les environs. Pendant ce temps-là, Budahas est de retour chez lui, sans aucun souvenir de ce qui s'est passé. Après avoir quitté le diner, Mulder et Scully sont confrontés à des agents en costumes noirs, qui déchirent les photos qu'ils avaient prises et leur ordonnent de quitter la ville.
Mulder, indigné, se faufile dans la base grâce à l'aide d'Emil et Zoe. Il voit un appareil triangulaire voler au dessus d'eux et il est ensuite attrapé par des soldats qui lui font un lavage de cerveau. Pendant ce temps, Scully rencontre à nouveau Mossinger, et découvre qu'il est en fait un membre de la sécurité de la base. Sous la menace d'une arme, elle l'oblige à la guider jusqu'à la base et l'échange contre Mulder. Après avoir nié la vérité à propos de la base, Mulder et Scully rentrent à Washington. Quelques jours plus tard, Gorge profonde rencontre Mulder qui fait son jogging sur la piste locale. Ce dernier lui demande si les extraterrestres sont vraiment présents sur Terre. Gorge profonde répond qu'ils sont là « depuis la nuit des temps »,.

## Distribution
- David Duchovny : Fox Mulder
- Gillian Anderson : Dana Scully
- Jerry Hardin : Gorge profonde (Deep Troat en VO)
- Michael Bryan French : Paul Mossinger
- Seth Green : Emil
- Gabrielle Rose : Anita Budahas
- Monica Parker : Ladonna

## Production

### Préproduction

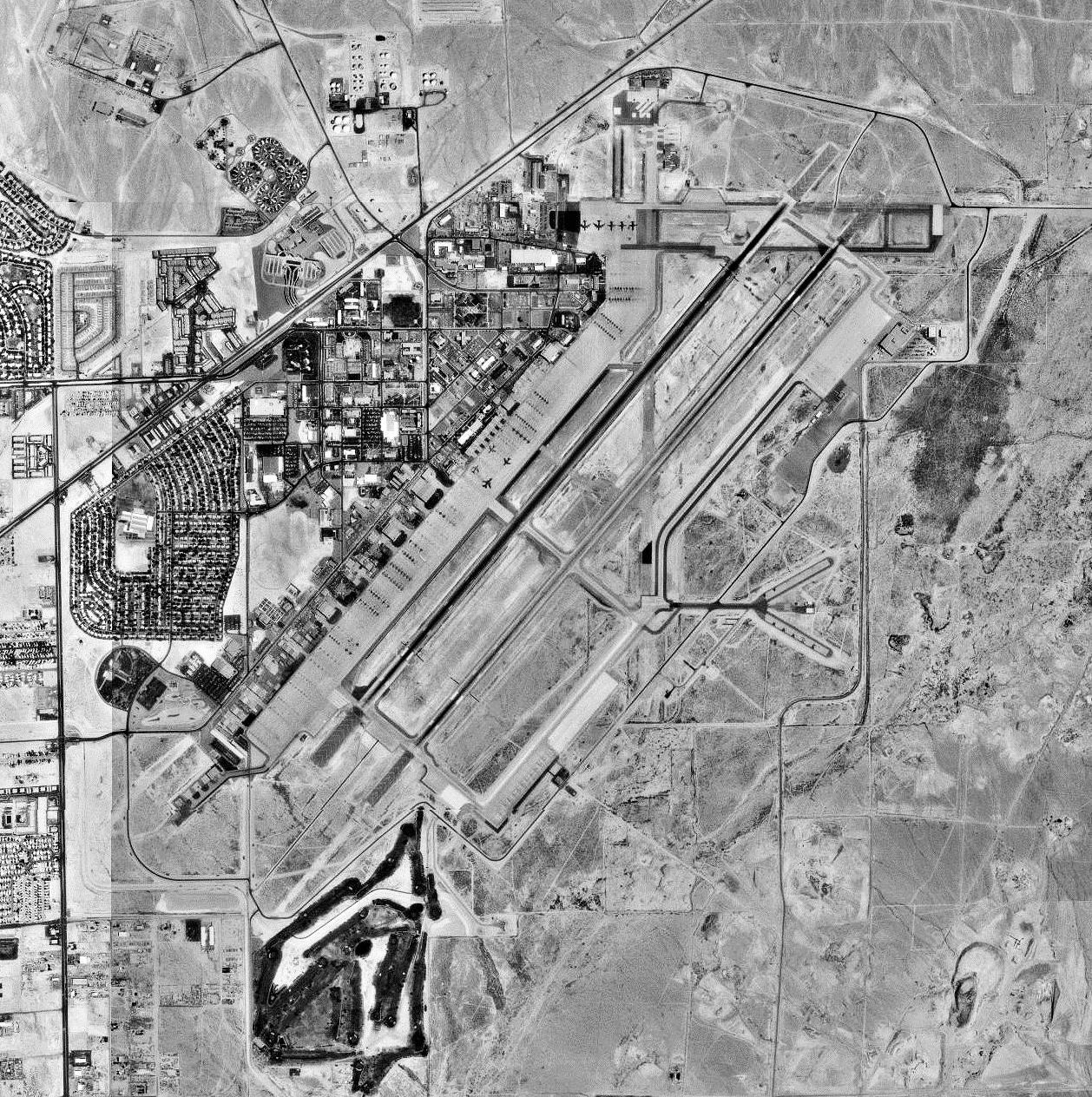
La base de l'épisode a été inspirée par la Nellis Air Force Base.

Cet épisode marque la première apparition de Jerry Hardin en tant que Gorge profonde. Le créateur de la série Chris Carter s'inspire du vrai Gorge profonde, un informateur qui donnait aux journalistes Carl Bernstein et Bob Woodward des tuyaux de l'enquête du FBI à propos du scandale du Watergate. Ce Gorge profonde s'est révélé plus tard être le directeur adjoint du FBI, W. Mark Felt. Le personnage incarné par Donald Sutherland dans le film JFK (1991) est également cité comme une influence. Carter crée ce personnage pour faire une passerelle entre Mulder et Scully et les conspirateurs travaillant contre eux, décrivant Gorge profonde comme un homme « qui travaille à un tel niveau du gouvernement que l'on n'a aucune idée de son existence ». Carter souhaite engager Hardin après l'avoir vu jouer dans La Firme (1993) et décrit son casting comme un « choix facile ». Hardin prend l'avion pour Vancouver toutes les semaines pour filmer ses scènes. Carter qualifie le jeu d'acteur de Hardin comme « vraiment, vraiment bon ».
Selon Carter, il est évident que X-Files est une « série encore en construction » durant cet épisode. L'épisode est inspiré par l'ufologie. Ceux qui croient aux extraterrestres ont longtemps pensé que la Zone 51 dans le Nevada et la Nellis Air Force Base étaient dotées de technologie extraterrestre capturée pendant l'affaire de Roswell en 1947. Le nom de la Ellens Air Force Base est dérivée du nom de la petite amie de Carter à l'université, qui portait comme nom de famille Ellens. L'histoire du projet militaire est inspirée d'une rumeur selon laquelle l'US Air Force travaillait sur un projet nommé le Projet Aurora. Carter dit qu'il s'est souvenu des gens qui parlaient de cette rumeur et que son inclusion dans l'histoire est un « clin d'œil ». Le nom de famille du couple Budahas provient d'un ami du lycée de Carter. David Duchovny et Gillian Anderson n'avaient jamais utilisé ou même tenu un pistolet, et se sont donc entraînés afin de s'en servir correctement.

### Tournage
Les scènes dans lesquelles Mulder infiltre la base aérienne sont tournées dans une vraie base américaine. Au sujet de la réalisation de Daniel Sackheim, Carter note que l'épisode a été « bien mis en scène ». Vers la fin du tournage des scènes de nuit, le soleil commence à se lever, forçant John Bartley, le directeur de la photographie, à improviser les angles de vues afin de garder les scènes aussi sombres que possible. Une scène dans laquelle Mulder infiltre la base qui avait déjà été réécrite afin de changer son décor diurne pour un nocturne, est finalement filmée comme elle avait été originellement conçue en raison du soleil levant.
La maison utilisée pour les plans extérieurs de la maison des Budahas est plus tard réutilisée dans une autre série de Carter, Millennium, en tant que maison du personnage principal Franck Black. Le propriétaire de la maison est un personnel navigant commercial qui voit fréquemment les membres du casting et de l'équipe quand ils voyagent à Vancouver. La scène initiale avec Duchovny et Anderson dans le bar est tournée dans un restaurant de Vancouver appelé The Meat Market, qui est selon Carter « un lieu plus original que ce que les décorateurs avaient espéré ». The Meat Market est le seul bar visité par l'équipe de production qui n'avait pas été rénové pendant l'Exposition spécialisée de 1986 et qui avait gardé un air typique. Il est plus tard apparu au cours de la 3e saison dans l'épisode L'Épave. Le diner en bord de route utilisé pour les intérieurs du Flying Sauce Diner est tellement isolé par rapport aux autres lieux de tournage qu'un bus est mis en place pour transporter l'équipe afin d'économiser sur les dépenses de voyage. Seul le chef machiniste Al Campbell fait usage de ce bus, ce qui provoque l'abandon de cette idée jusqu'à la 4e saison avec l'épisode Tout ne doit pas mourir.
Seth Green déclare qu'en dépit d'avoir été engagé pour un rôle de jeune consommateur de drogues douces et avoir « joué dans le registre de l'aimable drogué à la télévision et le cinéma », il n'avait jamais consommé de cannabis auparavant. Green raconte que sa première journée sur le plateau est survenue juste après le tournage des scènes finales de Duchovny. Green s'est déclaré impressionné par son attitude et ses talents en improvisation, et ajoute que tous les deux « s'étaient bien marrés tout au long du tournage ».

### Postproduction
Compte tenu des limites de budget et de temps, Chris Carter affirme que les effets spéciaux lui semblent « bons, étant donné les restrictions » auxquelles ils ont dû faire face. Les OVNI sont construits numériquement, en s'inspirant de ce que le superviseur des effets visuels décrit comme « une sorte de tour de forage lumineuse disco » qui est louée à un fournisseur d'accessoires de fête. Carter déclare que les scènes avec les lumières clignotantes dans le ciel sont « les pires effets que nous ayons jamais faits ». Il note également que les effets spéciaux étaient alors encore à leurs débuts. Matt Beck est le responsable des effets spéciaux pendant la première saison. Beck et Carter essaient, en vain, de rendre les effets spéciaux tridimensionnels et meilleurs mais, selon Carter, le résultat ressemblait à « un jeu de Pong version high-tech ».
Cet épisode marque les débuts de Mark Snow en tant que compositeur solo pour la série. Carter affirme que lui et l'équipe de production avaient peur d'utiliser trop de musiques dans cet épisode, et dans la première saison dans sa globalité. La voix de Gillian Anderson pour la narration vers la fin de l'épisode est insérée après des plaintes des dirigeants de la Fox, qui désiraient une meilleure conclusion, estimant que les téléspectateurs ne devaient pas être « confus » après l'épisode et devaient avoir au moins une petite idée de ce qui se passait. Les voix off sont devenues une technique commune pour le reste de la série.

## Accueil

### Audiences
Lors de sa première diffusion aux États-Unis, l'épisode réalise un score de 7,3 sur l'échelle de Nielsen, avec 14 % de parts de marché, et est regardé par 11,10 millions de téléspectateurs.

### Accueil critique
L'épisode recueille des critiques globalement favorables. Entertainment Weekly lui donne la note de B+, avec des éloges pour l'interprétation « désabusée » de Jerry Hardin, bien que le magazine ait noté que le « ton bougon et de mauvais augure » de l'épisode était « un peu bizarre, mais plein de promesses pour la suite ». Adrienne Martini, de The Austin Chronicle déclare que l'épisode était « divertissant », le décrivant comme « de la bonne télévision ». Le San Jose Mercury News qualifie le personnage de Gorge profonde de « plus intéressant nouveau personnage à la télévision », et l'épisode d'« étrange mais merveilleux ». Mike Antonucci, du Toronto Star, écrit que l'épisode démontre que Chris Carter « peut mélanger des éléments subtils et compliqués avec une action menée à un rythme effréné », ajoutant que « rien n'est évident à propos de la série, sauf sa qualité ». 
Écrivant pour The A.V. Club, Keith Phipps lui donne la note de A-, le trouvant « presque comme une extension du pilote ». Phipps évoque la scène montrant le kidnapping de Mulder comme « l'un des moments les plus effrayants du début de la série, autant par ce qu'il montre que par ce qu'il suggère ». Matt Haigh, du site Den of Geek, délivre une critique positive, louant la décision de ne pas répondre à toutes les questions que l'épisode pose. Haigh note que « le fait que nous sommes laissés sans réponse à propos de ce qui est vraiment arrivé à Mulder et Scully ne fait qu'améliorer l'expérience du téléspectateur », trouvant qu'un tel mystère est « effectivement une chose rare » à la télévision. Robert Shearman et Lars Pearson, dans leur livre sur la série, gratifient l'épisode de la note de 5/5, le trouvant « plus assuré dans son rythme et son ton » que l'épisode précédent. Ils ajoutent que l'épisode est « une histoire habilement écrite de faux-semblants et de paranoïa », et notent que « cela plante le décor de l'ensemble de la série si bien que ça ressemble beaucoup à un épisode pilote ». Le site Le Monde des Avengers lui donne la note de 3/4, estimant que « la série continue à poser ses jalons, même si l’histoire paraît plus schématique et un tantinet moins inspirée que lors du pilote » et saluant l'interprétation d'un Jerry Hardin « impressionnant de justesse, d’humanité et de profondeur de jeu ».
Michael Janusonis, du Beaver County Times, est plus critique, estimant que l'épisode a « un goût de déjà-vu » et notant que sa conclusion ressemble à une « filouterie » dans sa résolution de l'intrigue.

## Thèmes
L'avertissement de Mossinger à Mulder que certaines vérités devraient rester cachées au public a été cité par les analystes de la série comme représentatif de la difficulté à forcer les grandes organisations à assumer leurs responsabilités pour leurs méfaits La révélation finale de l'épisode, selon laquelle les extraterrestres sont sur Terre « depuis la nuit des temps » a été prise en exemple comme une tendance de post-futurisme établie par le cinéma de science-fiction des années 1980. Cette tendance a remplacé les sujets traditionnels de science-fiction comme l'exploration spatiale par des thèmes inspirés par le scandale du Watergate et le développement des théories conspirationnistes.
L'épisode est mis en avant comme étant le commencement de « la mise en scène des conflits centraux de la série ». Dan Iverson du site IGN, estime que l'épisode « ouvre la porte aux possibilités de la série », tandis que Meghan Deans de Tor.com note que « bien que le pilote introduit l'idée de conspirations du gouvernement, c'est Gorge profonde qui en peint la toile de fond ».